# قصر العيساوية
قصر العيساوية أو قصر الإمارة التاريخي ويقع في مركز العيساوية الإداري في محافظة القريات في منطقة الجوف في المملكة العربية السعودية، وتقع العيساوية على طريق الوصل بين دومة الجندل والقريات.

## تاريخ بناء القصر
تم بناء قصر العيساوية عام 1373هـ في عهد الملك عبد العزيز بن عبد الرحمن آل سعود وهو مبنى من الحجارة البارلتية السوداء له مدخلين ويوجد به بئر في وسطه.